# Martin Soukup (kulturolog)
Martin Soukup (* 26. března 1977) je český kulturolog a kulturní antropolog. Od roku 2016 je zaměstnán na Fakultě sociálních věd Univerzity Karlovy. Je členem American Anthropological Association. Je laureátem Ceny Neuron pro mladé vědce 2017.

## Profesní kariéra
Absolvoval obor kulturologie na Katedře teorie kultury (kulturologie) Filozofické fakulty Univerzity Karlovy v Praze. Mezi lety 2009 až 2015 na této fakultě působil jako odborný asistent, později docent. V období 2015 až 2016 působil jako vědecký pracovník v Národním muzeu – Náprstkově muzeu asijských, afrických a amerických kultur, pro které jako autor připravil výstavu Lovci lebek. V současnosti vyučuje třeba i na Metropolitní univerzita Praha. 
Předmětem jeho vědecko-výzkumného zájmu je historie, teorie a metodologie antropologie. Zvláštní pozornost věnuje kulturnímu areálu Melanésie. V roce 2009 uskutečnil tři antropologické sondy na Papui Nové Guineji. Konkrétně v komunitách Wannang (provincie Madang), Kegesuglo (provincie Simbu) a Yawan (provincie Morobe). V roce 2011 se vrátil do komunity Yawan v údolí Uruwa, pokračoval tam ve výzkumech v letech 2015, 2016, 2018 a 2019. Zde se orientoval především na oblast vizuality kultury s důrazem na dětské kresby, studium etnohistorie této skupiny a zkoumání prostorových souvislostí sociálních a kulturních jevů. Na tomto tématu dlouhodobě spolupracuje s českým geografem a kartografem Janem Danielem Bláhou. O kulturním areálu Melanésie publikoval řadu dílčích odborných studií a průběžně zveřejňuje výsledky svých výzkumných pobytů na Papui; v populární formě příležitostně na stránkách periodik Sedmá generace, A2 či Česká pozice. Kromě výzkumů na Papui Nové Guineji má za sebou výzkumné pobyty na Altaji, Filipínách (Kalinga) a v Indii (Allahabád, Varánásí, Haridvár).
V dílčích studiích se zaměřil zejména na otázky antropologie náboženství, vizuální antropologie a antropologie těla. Aktivně přispívá především k rozvoji české vizuální antropologie. Výrazem jeho zájmu o oblast vizuální antropologie je vstupní studie k publikaci Kultura žitá a viděná: vizuální antropologie (2011) a vymezení vizuální antropologie ve slovníkových a encyklopedických heslech. Usiluje nejen o teoretickou reflexi vývoje a současného stavu této antropologické oblasti, ale také přispět k jejímu rozvoji vlastními terénními výzkumy. V poslední době se orientuje i na rozvoj antropologie těla. Je autorem několika knižních prací: Biokulturologie: evoluce a kultura (2010) a její rozšířené verze Kultura: biokulturologická perspektiva (2011). Kromě toho připravil učebnici Základy kulturní antropologie (2009, 3. vydání 2020). Z dalších prací lze uvést knihy Antropologie a Melanésie (2013), Terénní výzkum v sociální a kulturní antropologii (2014), Cizinci mezi Papuánaci (2016), Antropologie (2018), Cukr, káva, limonáda, čaj, rum, boom (2019), Mýty Margaret Mead (2020), Kanibalové & lovci hlav (2022). Také připravil  kolektivní monografie Tělo (2014), Conditions of Fieldwork (2016), Tělo 2.0 (2017) a  Tělo 2.1 (2020), Tělo 3.0 (2021). Společně s Julií Hubeňákovou publikoval knihu Nungon People of Uruwa (2012).